# Бецибока
Бецибока, Бецибука (фр. Betsiboka) — річка в північно-західній частині острова Мадагаскар. Має довжину 525 км і є найбільшою річкою острова. Відома своїм червоно-коричневим кольором, який пояснюється величезною кількістю осаду, що вимивається річкою в море.
Бецибока бере початок у горах центральної частини острова, на півночі провінції Антананаріву. Річка утворюється при злитті річок Мананару і Дзабу, яке розташоване за 85 км північніше міста Антананаріву, столиці країни, потім тече в північному напрямі. Недалеко від населеного пункту Маеватанана Бецибока виходить на рівнину і приймає ліворуч води своєї найбільшої притоки — річки Ікупа. На 40-кілометровій ділянці від цього місця до злиття праворуч із річкою Камуру у поселення Амбатубуені вздовж русла річки розташовано багато невеликих озер. Поруч із населеним пунктом Марувуай Бецибука впадає в бухту Бумбетука Мозамбіцької протоки, утворюючи дельту. На виході з бухти знаходиться портове місто Махадзанга.
Річка судноплавна на 130 км від гирла, в її низов'ях розташовуються розлогі рисові поля.

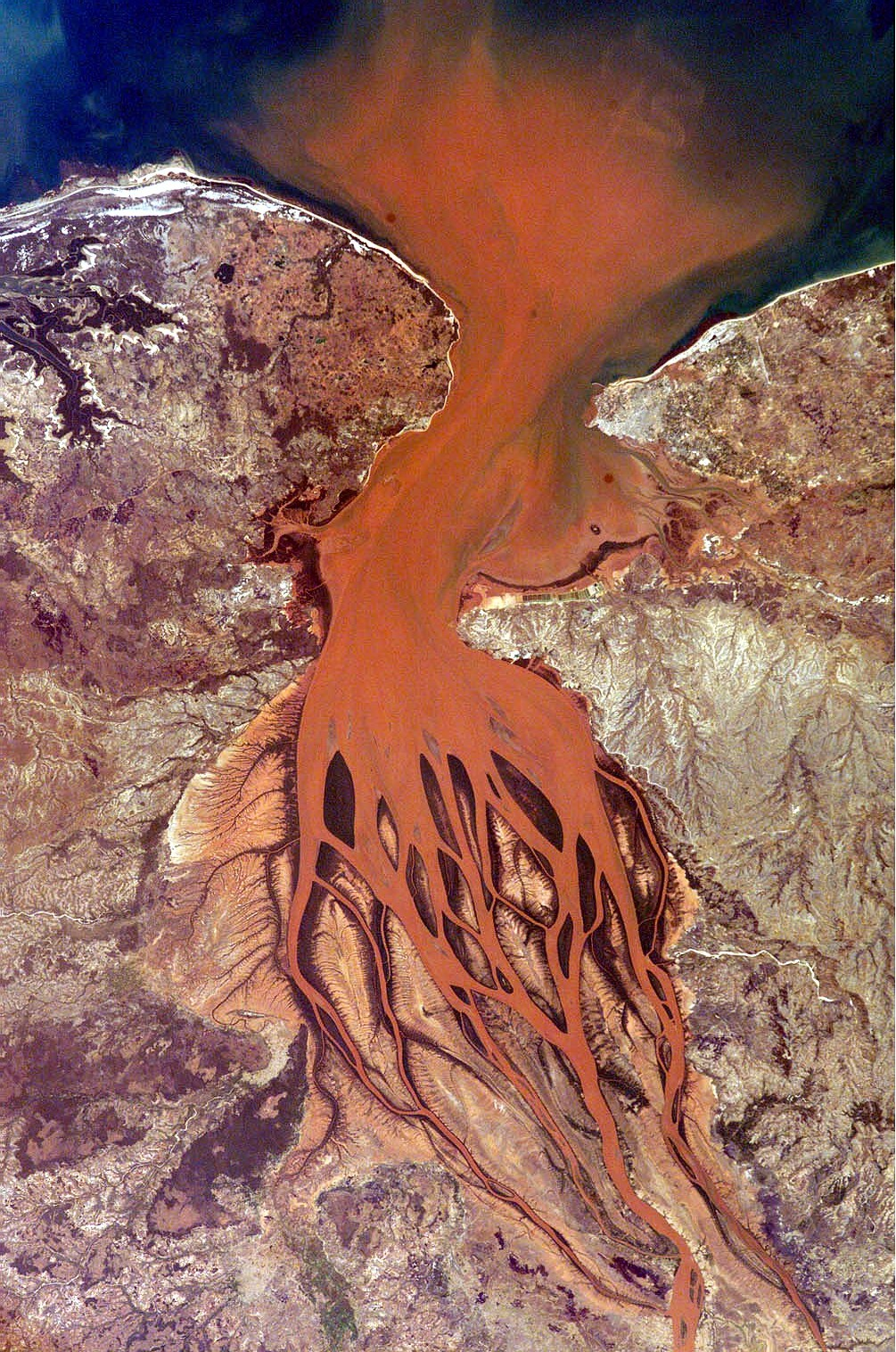
Вид з космосу на дельту Бецибуки і бухту Бумбетука

Червоно-коричневий колір вод Бецибоки є результатом екологічної катастрофи. Масштабні зведення тропічних лісів, які були природним покривом острова, значно прискорили процес ерозії ґрунту в північно-західній його частині. Освоєння земель під ріллю і пасовища за останні 50 років привели до того, що великий об'єм ґрунтів вимивається в море, у деяких районах острова наближається до 250 тонн на гектар (максимальне зафіксоване значення показника в усьому світі). Велика частина ґрунтів — це червоні латеритні ґрунти (що мають у профілі горизонт латериту).
Седименти, що виносяться річкою, осідають в естуарії, викликаючи замулення бухти Бумбетука. У 1947 році портові споруди міста Махадзанга довелося переносити на зовнішній берег для запобігання посадці на мілину океанських судів.
У січні 2009 року два послідовних тропічних циклони викликали повінь на Бецибоці. Річка сильно розлилася, розташовані по берегах озера наповнилися мулом.